# William Billingsley
William Billingsley (1758–1828) byl anglický malíř porcelánu.

## Biografie
Narodil se roku 1758 ve městě Derby. Vyučil se u Williama Duesburyho v porcelánce Royal Crown Derby, kde se z něj stal vynikající malíř porcelánu. Vyvinul zvláštní styl malby květin, při kterém nanesenou barvu suchým štětcem odstraňoval.
V roce 1796 se Billingsley rozhodl opustit Derby navzdory protestům, že ho firma nemůže ztratit. Stále se stěhoval a pracoval v několika různých hrnčířstvích a porcelánkách. Nejdříve šel do Pinxtonu, malé vesnice v Derbyshiru, kde s Johnem Cokem založil společnost Pinxtonský porcelán. Zůstal zde jen do roku 1801, ale továrna fungovala ještě jedenáct let. Další stěhování Billingsleyho přivedly do Mansfieldu a později do Torksey, kde se zřejmě poprvé setkal s hrnčířem Samuelem Walkerem. Ten si roku 1812 vzal jeho dceru Sarah a všichni se odstěhovali do Worcesteru.
Billingsley pracoval ve worcesterské porcelánce a pomáhal se zlepšováním postupů na výrobu porcelánu. Podepsal, že tyto postupy nezveřejní, ale nic mu nezakazovalo, aby porcelán vyráběl sám. Roku 1813 odešel s dcerami Levinií, Sarah a zetěm Samuelem Walkerem do velšského Nantgarwu a díky svým znalostem a zkušenostem tu založil vlastní firmu Nantgarw Pottery.
Nantgarw Pottery vzniklo v listopadu 1813, když Billingsley a Walker koupili budovu na východní straně Glamorganshirského kanálu v údolí Taff asi třináct kilometrů severně od Cardiffu. Do budovy umístili pece a další pomocné vybavení, nezbytné pro fungování malé porcelánky.

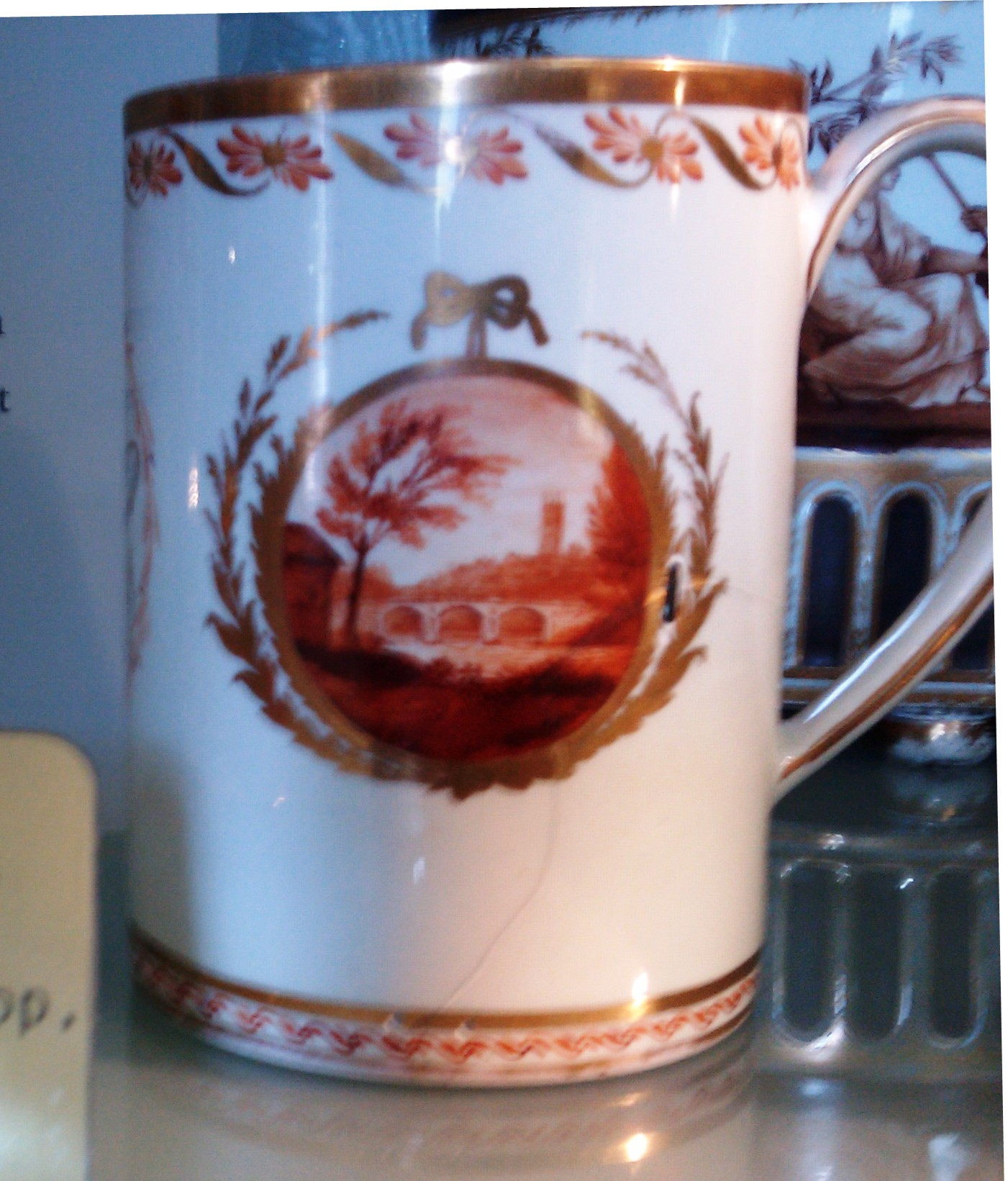
Hrnek s malbou od Williama Billingsleyho

Billingsley a Walker investovali do projektu 250 liber a v lednu 1814 se stal většinovým akcionářem v jejich podniku William Weston Young. Předpokládá se, že Young a Billingsley se znali skrze společného přítele, hrnčířského dekorátora Thomase Pardoea, se kterým se Billingsley sblížil roku 1807, když si ve Swansea hledal práci. Když Young pracoval jako odhadce napříč celým Glamorganshirem, mohl Billingsleyho informovat vhodnosti místa v Nantgarwu.
Porcelánka byla založena, ale něco z Billingsleyho a Walkerovy znalosti výrobního postupu bylo špatně, jelikož devadesát procent všech výrobků bylo zničeno při vypalování. Zdroje tří společníků byly brzy vyčerpány a tak skupina podala ke Komisi obchodu a plantáží žádost o grant v hodnotě 500 liber, odkazujíce na příspěvek, který francouzská vláda poskytla manufaktuře v Sèvres. Jejich žádost neuspěla, ale Sir Joseph Banks, člen komise nadšený pro porcelán, navrhl svému příteli Lewisi Westonu Dillwynovi (ze swanseaské porcelánky Cambrian), aby v jejich podniku udělal prohlídku.
Dillwyn tak učinil a zjistil rozsah ztrát firmy, ale byl velmi zaujatý kvalitou výrobků, které vydržely vypalování. Proto Billingsleymu a Walkerovi nabídl pomoc porcelánky Cambrian s vylepšením jejich výrobního postupu a procesu. Pro produkci porcelánu v Cambrianu byl vytvořen přístavek, kde Billingsley s Walkerem od roku 1814 sídlili. Postup byl upravován a zlepšován, ale stále nebyl dostatečně dobrý, a tak v roce 1817 Dillwyn projekt vzdal a dvojice se vrátila do Nantgarwu. Young do jejich podniku znovu investoval a také, aby zvýšil svůj příjem, se stal učitelem umění v obci Cowbridge. Billingsley a Walker nadále vypalovali porcelán se ztrátami až do dubna 1820. Jednoho dne, když byl Young v Bristolu, dvojice uprchla do Coalportu a nechala po sobě nájemní smlouvu k budově a tisíce kusů nenazdobeného porcelánu v různých fázích výroby.
Billingsley pracoval pro Coalport Porcelain Works až do své smrti roku 1828. Jeho dcera Sarah s Walkerem později emigrovali do Spojených států, kde ve státě New York založili Temperance Hill Pottery.
Výrobky s Billingsleyho malbami jsou jednou z hlavních částí expozice porcelánu v Derby Museum and Art Gallery.